# Kredą na tablicy
Kredą na tablicy, podtytuł Wspomnienia z lat szkolnych – antologia opowiadań z lat młodzieńczych znanych polskich autorów. Wydany w 1958 roku i ponownie w 1976, skrócony, w serii Biblioteka młodych.

## Utwory
- Jan Baranowicz - Cyganka (1958)
- Marian Brandys - Śmierć Don Juana (1958, 1976)
- Jan Brzechwa - Tietier-wietier (1958)
- Bohdan Czeszko - Profile cieni (1958, 1976)
- Stanisław Ryszard Dobrowolski - Ze szkolnej ławy (1958, 1976)
- Helena Duninówna - Koleżeński wieczór (1958)
- Adam Grzymała-Siedlecki - Mundurek galowy Józka Willnera
- Józef Hen - Pałac pana nauczyciela (1958)
- Mieczysław Jastrun - Wychowanie prowincjonalne (1958, 1976)
- Kazimierz Koźniewski - Mutacja (1958)
- Irena Krzywicka - Bez łezki (1958)
- Gustaw Morcinek - Czarna Julka (1958, 1976)
- Janina Mortkowiczowa - Wspomnienia sprzed lat siedemdziesięciu (1958)
- Hanna Mortkowicz-Olczakowa - Nauka o Polsce (1958, 1976)
- Jan Parandowski - Doksa (1958, 1976)
- Anatol Stern - W szkole życia (1958)
- Julian Tuwim - Szkoło, szkoło, gdy cię wspominam... (1958, 1976)
- Jan Wiktor - Niewidomy prowadził ku słońcu (1958)
- Jerzy Zawieyski - Iskry młodzieńcze (1958, 1976)
- Stanisław Zieliński - Kiełbie we łbie (1958)